# 雅罗斯拉娃·马胡奇赫
雅罗斯拉娃·阿列克谢耶芙娜·马胡奇赫（烏克蘭語：Ярослава Олексіївна Магучіх，羅馬化：Yaroslava Oleksiivna Mahuchikh，發音：[jarosˈɫawa maˈɦutʃix]；2001年9月19日—），乌克兰女子跳高运动员。2018年夏季青年奥林匹克运动会、2022年世界室內田徑錦標賽、2023年世界田徑錦標賽金牌得主，2019年和2022年世界田徑錦標賽銀牌得主。另外分別為2020年和2024年夏季奧林匹克運動會銅牌和金牌得主。
2024年，她跳過2.10公尺高度，創造了新的女子世界纪录。

## 生涯
馬胡奇克自13歲開始跳高，兩年時間進步明顯。15歲那年，她在內羅畢舉行的世界U18田徑錦標賽上以1.92公尺的個人最好成績奪得金牌。
2016年，她追平了她的同胞伊琳娜・科瓦連科的冠軍紀錄，並創下了15歲的非官方世界紀錄。幾週後，她在傑爾舉行的2017年歐洲青年奧林匹克運動會上以1.89公尺的成績贏得了跳高比賽的冠軍。
2018年，馬胡奇克在歐洲U18田徑錦標賽上以1.94公尺的成績獲得金牌，刷新了冠軍紀錄。10月，她在布宜諾斯艾利斯的夏季青年奧林匹克運動會上以3.87公尺的綜合高度奪得金牌，並在第二賽段創造了1.95公尺的個人最好成績。在青奧會奪冠一個月後，馬胡奇赫將個人最好成績提高到1.96公尺，並在明斯克舉行的一年一度的室內錦標賽上追平了世界U18最好成績。
在2019年室內賽季期間，馬胡奇克在胡斯托佩切的Miloslava Hübnerová紀念館跳高1.99公尺，追平了瓦西蒂·坎寧安的U20世界紀錄。在戶外賽季，她以1.96公尺的戶外個人最好成績奪得2019年多哈鑽石聯賽開幕賽的冠軍，並以17歲又226天的年齡成為有史以來最年輕的鑽石聯賽冠軍。9月，她在杜哈世錦賽上跳高2.04公尺，奪得銀牌，打破U20世界紀錄。那一年，馬胡奇赫被選為歐洲田徑女子新星。
2020年1月，馬胡奇克在利沃夫以2.01公尺創造了一項新的 U20 室內世界紀錄，幾天後她在卡爾斯魯厄又以2.02公尺，再次打破了這一記錄。
2021年2月，馬胡奇克在斯洛伐克班斯卡-比斯特里察跳出了2.06公尺的高度，這是自2012年以來所有女性在室內跳躍的最高高度。8月，她以2.00公尺獲得2020年東京夏季奧運會跳高項目銅牌。
2022年3月，在逃離俄羅斯入侵烏克蘭幾天後，馬胡奇克在貝爾格萊德舉行的世界室內田徑錦標賽中獲得跳高金牌。為了參加錦標賽，她不得不乘車從烏克蘭到塞爾維亞，交通距離長達2000公里，耗費三天。7月，馬胡奇克在俄勒岡州尤金舉行的世界田徑錦標賽上以2.02公尺獲得銀牌。8月她在慕尼黑舉行的歐洲田徑錦標賽上以1.95公尺獲得金牌。9月，她在布魯塞爾鑽石聯賽中以2.05公尺的世界領先成績奪得跳高冠軍，這也是一項烏克蘭國家紀錄。
2024年7月7日，馬胡奇克在巴黎鑽石聯賽中以2.10公尺打破塵封37年的女子跳高世界紀錄。

## 國際競賽成績
| 年   | 賽事                     | 舉辦城市             | 名次   | 記錄               |
| ---- | ------------------------ | -------------------- | ------ | ------------------ |
| 2017 | 世界U18田徑錦標賽        | 肯亞奈洛比           | 第一名 | 1.92公尺           |
| 2017 | 歐洲青少年奧林匹克運動會 | 匈牙利焦爾           | 第一名 | 1.89公尺           |
| 2018 | 歐洲U18田徑錦標賽        | 匈牙利焦爾           | 第一名 | 1.94公尺           |
| 2018 | 夏季青年奧林匹克運動會   | 阿根廷布宜諾斯艾利斯 | 第一名 | 1.92公尺＋1.95公尺 |
| 2019 | 歐洲U20田徑錦標賽        | 瑞典布羅斯           | 第一名 | 1.92公尺           |
| 2019 | 世界田徑錦標賽           | 卡達杜哈             | 第二名 | 2.04公尺           |
| 2021 | 歐洲室內田徑錦標賽       | 波蘭托倫             | 第一名 | 2.00公尺           |
| 2021 | 歐洲U23田徑錦標賽        | 愛沙尼亞塔林         | 第一名 | 2.00公尺           |
| 2021 | 夏季奧林匹克運動會       | 日本東京 (消歧義)    | 第三名 | 2.00公尺           |
| 2022 | 世界室內田徑錦標賽       | 塞爾維亞貝爾格勒     | 第一名 | 2.02公尺           |
| 2022 | 世界田徑錦標賽           | 美國尤金             | 第二名 | 2.02公尺           |
| 2022 | 歐洲田徑錦標賽           | 德國慕尼黑           | 第一名 | 1.95公尺           |
| 2022 | 鑽石聯賽                 | 瑞士蘇黎世           | 第一名 | 2.03公尺           |
| 2023 | 歐洲室內田徑錦標賽       | 土耳其伊斯坦堡       | 第一名 | 1.98公尺           |
| 2023 | 歐洲運動會               | 波蘭霍茹夫           | 第一名 | 1.97公尺           |
| 2023 | 世界田徑錦標賽           | 匈牙利布達佩斯       | 第一名 | 2.01公尺           |
| 2023 | 鑽石聯賽                 | 美國尤金             | 第一名 | 2.03公尺           |
| 2024 | 世界室內田徑錦標賽       | 英國格拉斯哥         | 第二名 | 1.97公尺           |
| 2024 | 歐洲田徑錦標賽           | 義大利羅馬           | 第一名 | 2.01公尺           |

## 個人最好成績
| 項目         | 成績     | 地點                      | 日期         |
| ------------ | -------- | ------------------------- | ------------ |
| 跳高（室外） | 2.10公尺 | 法國巴黎                  | 2024年7月7日 |
| 跳高（室內） | 2.06公尺 | 斯洛伐克班斯卡-比斯特里察 | 2021年2月2日 |